# Oliver Levick
Oliver Levick (13 tháng 6 năm 1899 - 1965) là một cầu thủ bóng đá người Anh thi đấu ở vị trí tiền vệ ở Football League cho Sheffield Wednesday và Stockport County và ở bóng đá non-League cho Woodhouse, York City và  Boston United.